# Dyspessa
Dyspessa is een geslacht van vlinders uit de familie van de Houtboorders (Cossidae), uit de onderfamilie van de Cossinae. De wetenschappelijke naam voor dit geslacht is voor het eerst voorgesteld door Jacob Hübner in een publicatie uit 1820.

## Soorten
- Dyspessa aculeata Turati, 1909
- Dyspessa affinis Rothschild, 1912
- Dyspessa albina Rothschild, 1912
- Dyspessa albosignata Rothschild, 1912
- Dyspessa algeriensis (Rambur, 1858)
- Dyspessa alipanahae Yakovlev, 2008
- Dyspessa alpherakyi (Christoph, 1885)
- Dyspessa aphrodite Yakovlev & Witt, 2007
- Dyspessa arabesca Yakovlev, 2005
- Dyspessa argaeensis Rebel, 1905
- Dyspessa ariadne Yakovlev, 2008
- Dyspessa artemis Yakovlev, 2008
- Dyspessa aurora Yakovlev, 2008
- Dyspessa blonda Yakovlev, 2008
- Dyspessa cerberus Daniel, 1939
- Dyspessa curta Rothschild, 1912
- Dyspessa cyprica Rebel, 1927
- Dyspessa cyrenaica Turati, 1919
- Dyspessa daralagezi Yakovlev, 2008
- Dyspessa defreinai Yakovlev, 2008
- Dyspessa delrei Turati, 1936
- Dyspessa derbendi Daniel, 1964
- Dyspessa dueldueli Daniel, 1939
- Dyspessa elbursensis Daniel, 1964
- Dyspessa emilia (Staudinger, 1879)
- Dyspessa fantolii Krüger, 1934
- Dyspessa fuscula (Staudinger, 1892)
- Dyspessa gayane Yakovlev et al.[1]
- Dyspessa hethitica Daniel, 1932
- Dyspessa infuscata (Staudinger, 1892)
- Dyspessa kabylaria Bang-Haas, 1906
- Dyspessa karatavica Yakovlev, 2007
- Dyspessa kashgarica Yakovlev, Saldaitis & Pekarsky, 2016
- Dyspessa kostjuki Yakovlev, 2005
- Dyspessa lacertula (Staudinger, 1887)
- Dyspessa manas Yakovlev, 2007
- Dyspessa marikowskyi Yakovlev, 2007
- Dyspessa maroccana Rothschild, 1917
- Dyspessa mogola Yakovlev, 2007
- Dyspessa nigritula (Staudinger, 1887)
- Dyspessa pallida Rothschild, 1912
- Dyspessa pallidata (Staudinger, 1892)
- Dyspessa peri Yakovlev & Alipanah, 2018
- Dyspessa psychidion (Staudinger, 1871)
- Dyspessa rothschildi Yakovlev, 2011
- Dyspessa ruekbeili Yakovlev, 2007
- Dyspessa saissanica Yakovlev, 2014
- Dyspessa saldaitisi Yakovlev, 2011
- Dyspessa salicicola (Eversmann, 1848)
- Dyspessa serica Brandt, 1938
- Dyspessa sochivkoi Yakovlev, 2008
- Dyspessa stroehlei Yakovlev, 2008
- Dyspessa syrtica Krüger, 1932
- Dyspessa taurica Rebel, 1905
- Dyspessa thianshanica Daniel, 1964
- Dyspessa tristis Bang-Haas, 1912
- Dyspessa tsvetaevi Yakovlev, 2008
- Dyspessa turbinans Turati, 1926
- Dyspessa tyumasevae Yakovlev, 2008
- Dyspessa ulgen Yakovlev, Shapoval, Ivonin, Knyazev, Kuftina & Masharskiy, 2020
- Dyspessa ulula (Borkhausen, 1790)
- Dyspessa wagneri Schwingenschuss, 1939
- Dyspessa walteri Yakovlev, 2011
- Dyspessa wiltshirei Daniel, 1938
- Dyspessa zurvan Yakovlev, 2008